# 천화 (북주)
천화(天和, 566년 1월 ~ 572년 3월)는 북주(北周) 무제(武帝) 우문옹(宇文邕)의 두번째 연호이다. 6년 3개월 동안 사용하였다.

## 개원
- 보정(保定) 6년 1월 6일[1](566년 2월 10일)에 연호를 천화(天和)로 개원함.[2][3][4][5]

- 천화(天和) 7년 3월 14일[6](572년 4월 12일)에 연호를 건덕(建德)으로 개원함.[2][3][7][5][8]

## 연대 대조표
| 천화        | 원년                           | 2년                 | 3년        | 4년                 | 5년             | 6년        | 7년        |
| 서기        | 566년                          | 567년               | 568년      | 569년               | 570년           | 571년      | 572년      |
| 간지        | 병술(丙戌)                     | 정해(丁亥)          | 무자(戊子) | 기축(己丑)          | 경인(庚寅)      | 신묘(辛卯) | 임진(壬辰) |
| 북제 (北齊) | 천통(天統) 2년                 | 3년                 | 4년        | 5년                 | 무평(武平) 원년 | 2년        | 3년        |
| 남진 (南陳) | 천가(天嘉) 7년 천강(天康) 원년 | 2년 광대(光大) 원년 | 2년        | 3년 태건(太建) 원년 | 2년             | 3년        | 4년        |
| 후량 (後梁) | 천보(天保) 5년                 | 6년                 | 7년        | 8년                 | 9년             | 10년       | 11년       |

## 동시대 연호

### 한국
신라(新羅)
- 개국(開國) (551년 ~ 568년)
- 대창(大昌) (568년 ~ 572년)
- 홍제(鴻濟) (572년 ~ 584년)

### 중국
남진(南陳)
- 천가(天嘉) (560년 ~ 566년)
- 천강(天康) (566년 ~ 567년)
- 광대(光大) (567년 ~ 569년)
- 태건(太建) (569년 ~ 582년)

북제(北齊)
- 천통(天統) (565년 ~ 569년)
- 무평(武平) (570년 ~ 576년)

후량(後梁)
- 천보(天保) (562년 ~ 585년)

고창국(高昌國)
- 연창(延昌) (561년 ~ 601년)

## 같이 보기
- 다른 왕조 같은 연호
  - 일본(日本) 덴나(天和, 1681년 ~ 1684년)

- 중국의 연호 목록